# منصور علي حسيب
منصور علي حسيب (1 يناير 1910، القطينة - 29 سبتمبر 1973، أم درمان) أستاذًا سودانيًا لعلم الأحياء الدقيقة والطفيليات.
وُلد حسيب لعائلة من العلماء. حضر وتخرج بدبلوم كلية الطب كيتشنر (DKSM) وذهب إلى المملكة المتحدة لإكمال دبلوم علم الجراثيم. تدرب حسيب في جميع أنحاء السودان قبل أن يتم تعيينه مديرًا لمختبرات ستاك للأبحاث الطبية، وأول عميد سوداني لكلية الطب بجامعة الخرطوم، ورئيس مجلس البحوث الطبية.
قدم حسيب مساهمات قيمة من خلال خدماته في إنتاج اللقاحات وبرامج تنفيذه. دافع عن البحوث الطبية في السودان لدرجة أنه يُذكر بأنه الأب الروحي للطب المختبري في السودان.
كان حسيب رئيس بلدية أم درمان. تزوج من فاطمة البرير. توفي فجأة عن عمر يناهز 63 عامًا، بعد فترة وجيزة من حصوله على جائزة شوشة من منظمة الصحة العالمية.

## النشأة والتعليم
ولد منصور علي حسيب في 1 يناير 1910  في القطينة، السودان، للشيخ علي حسيب، قاضي الجيتانة، وفاطمة محمد. عائلته في الأصل من البربر، السودان ومعروفة بعلماءهم.

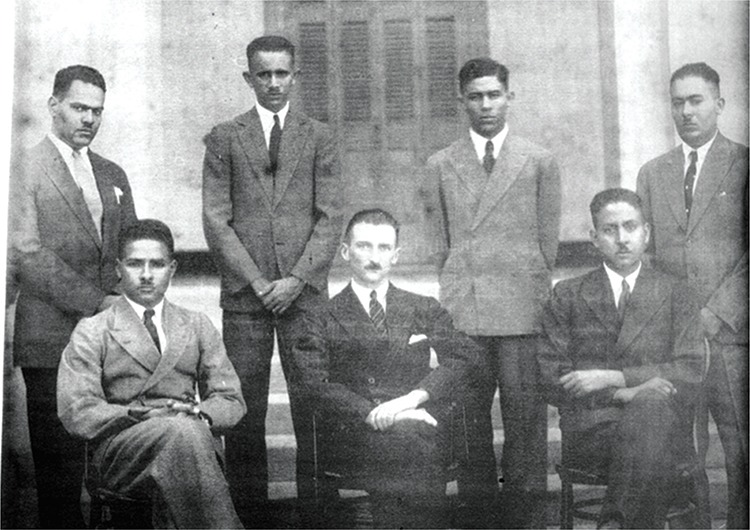
خريجي كلية الطب كيتشنر. حسيب يجلس أولا من اليسار.

التحق بمدرسة عطبرة (أو بين بربر وعطبرة وبورتسودان) قبل أن ينتقل إلى الخرطوم لحضور كلية جوردون التذكارية ومتابعة التعليم الطبي في مدرسة كيتشنر للطب (الآن كلية الطب، جامعة الخرطوم) ومستشفى الخرطوم المدني، وتخرج مع دبلوم من كلية الطب كيتشنر (DKSM) في عام 1937 (أو 1934). أصبح مهتمًا بعلم الجراثيم والطفيليات، ثم ذهب إلى المملكة المتحدة وحصل على دبلوم علم الجراثيم في عام 1943 (أو 1946 ).

## حياته العمليه
تلقى حسيب تدريبه الطبي في مستشفيات الخرطوم ودنقلا وحيفا وسنجة والجنينة، قبل أن يتم تعيينه مديرًا لمختبرات ستاك للأبحاث الطبية (1952-1962). ترك ستاك عام 1963، خلفه محمد حمد ساتي، ليصبح أستاذاً لعلم الأحياء الدقيقة والطفيليات، وأول عميد سوداني لكلية الطب بجامعة الخرطوم حتى عام 1969. كان ممتحنًا للجمعية الملكية للصحة في الخرطوم، وفي عام 1973، تم تعيينه رئيسًا لمجلس البحوث الطبية السوداني.

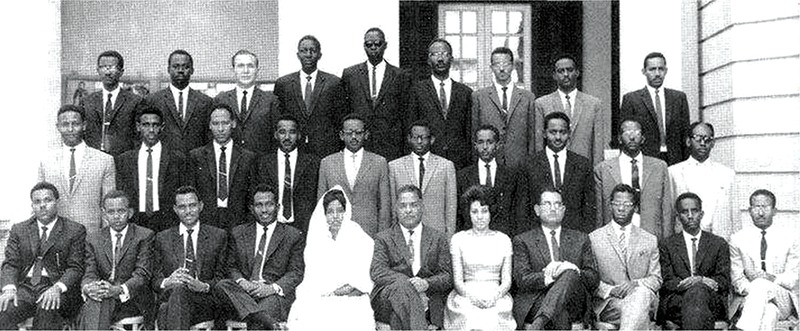
منصور علي حسيب عميد كلية الطب جامعة الخرطوم (يجلس في الوسط) مع الخريجين عام 1965.

كان علم الجراثيم والطفيليات أن يكون التركيز الرئيسي لحسيب. لقد قدم مساهمات قيمة من خلال خدماته في برامج إنتاج اللقاحات وتنفيذها، وعلى الأخص في مكافحة الجدري، داء الكلب والتهاب السحايا الوبائي، وكتب العديد من الأوراق البحثية عن العدوى الطفيلية والمعدية الأمراض الشائعة في السودان.
في عام 1954، رافق حسيب الدكتور تيلفورد هـ. وورك والدكتور ريتشارد موريلاند تايلور في رحلة استكشافية للبحث عن الحمى الصفراء على رجال قبائل البقارة وقرى النوبة وشعب الدينكا. تم توثيق الحملة في فيلم، استطلاع للحمى الصفراء في جبال النوبة، جنوب السودان. ساهم حسيب في 40 بحثًا علميًا، نُشرت في مجلة Nature،  The Lancet، المجلة الطبية البريطانية،  ومجلة Hygiene. شغل حسيب منصب رئيس تحرير المجلة الطبية السودانية من عام 1948 إلى عام 1958.
أهدى حسيب كتابه "دراسة عن البحوث الطبية الحيوية في السودان" (1970) للمجلس القومي للبحوث ولإفادة الباحثين الشباب. يعتبر الأب الروحي للطب المخبري في السودان. في مايو 1973، صرح هاري هوغستراال أن "البروفيسور منصور حسيب مرتبط ارتباطًا وثيقًا أكثر من أي شخص حي آخر بإضافة المعرفة الطبية الحيوية السودانية وتبادل الخبرات الواسعة مع الأجيال الشابة من الأطباء والعلماء."

## عمدة ام درمان

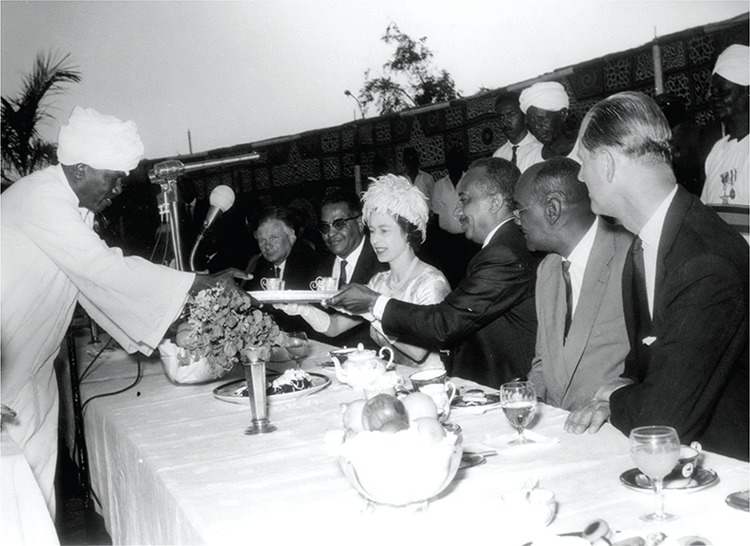
زارت الملكة إليزابيث الثانية أم درمان في فبراير 1965. منصور حسيب على يمين الملكة.

عين حسيب عمدة لأم درمان. تمت دعوته من قبل ويلي برانت (عمدة برلين الغربية آنذاك) لزيارة برلين الغربية في عام 1963، ومثل أم درمان في الترحيب بالملكة إليزابيث الثانية عندما زيارتها في فبراير 1965.

## الحياة الشخصية والوفاه
تزوج حسيب من فاطمة البرير عام 1944 ولهما خمسة أولاد. استمتع بلعب التنس والترجمة من الإنجليزية إلى العربية، على سبيل المثال، الحكيم.
توفي حسيب فجأة في 29 سبتمبر 1973 عن عمر يناهز 63 عامًا بعد فترة وجيزة من استلامه جائزة شوشة من منظمة الصحة العالمية. وعكست مراسم نعيه مشاعر المجتمع الطبي وتضمن تأبينه الأستاذ عبد الله الطيب رئيس جامعة الخرطوم آنذاك.

## الجوائز والتكريم
حصل حسيب على وسام نجمة إثيوبيا من إمبراطور إثيوبيا هيلا سيلاسي الأول عام 1960. في عام 1962 حصل على وسام الاستحقاق من الجمهورية العربية المتحدة.
انتخب حسيب زميلاً في الكلية الملكية لأطباء علم الأمراض عام 1965 وزميل الكلية الملكية للأطباء بلندن عام 1969. حصل على وسام وجائزة شوشة من منظمة الصحة العالمية في 24 يناير 1973، تقديراً لمساهمته في مجال الصحة العامة والتعليم الطبي.
قامت جامعة الخرطوم بتسمية المباني على أنها إهداء لذكراه، بما في ذلك سكن حسيب.

## روابط خارجية
- استطلاع للحمى الصفراء في جبال النوبة، جنوب السودان، فيلم مدته 25 دقيقة باللغة الإنجليزية ( رابط مباشر على اليوتيوب)